# Frangula dodonei
Frangula dodonei là một loài thực vật có hoa trong họ Táo. Loài này được Ard. mô tả khoa học đầu tiên năm 1766.